# Dipartimento di Dimbokro
Il dipartimento di Dimbokro è un dipartimento della Costa d'Avorio situato nella regione di N'Zi, distretto di Lacs.
Nel censimento del 2014 è stata rilevata una popolazione di 91.056 abitanti. 
Il dipartimento è suddiviso nelle sottoprefetture di Abigui, Diangokro, Dimbokro e Nofou.